# Loktantrik Bahujan Samaj Party
Loktantrik Bahujan Samaj Party (Demokratiska Majoritetssamhällespartiet) i Indien är en utbrytargrupp ur Bahujan Samaj Party som bildades i september 2003. Partiets ledare var Haji Yakub. Haji Yakubs grupp lyckades samla 37 BSP-ledamöter i Uttar Pradeshs delstatsförsamling då de bröt sig ur. I oktober samma år gick LBSP samman med Samajwadi Party. Bildandet av LBSP var ett sätt att gå runt antipartibytarlagen, och därmed var aldrig LBSP något annat än ett pseudoparti (liksom Democratic Congress Party, m.fl.).
LBSP bör inte växlas samman med en annan BSP-utbrytargrupp, Jantantrik Bahujan Samaj Party.